# José Alberto Guadarrama
José Alberto Guadarrama Montecillo (Ciudad de México, México, 8 de mayo de 1972) es un exfutbolista mexicano. Jugó como portero durante su carrera.

## Trayectoria
Inició su carrera surgido de las Fuerzas Básicas del Cruz Azul que debutó en la temporada 91-92. Fue cedido al Necaxa en la 95-96 y permaneció con ese equipo hasta que pasó al León en el invierno 98.

### Clubes
| Club                | País          | Año           | Partidos |
| ------------------- | ------------- | ------------- | -------- |
| Cruz Azul F.C.      | México        | 1991 - 1995   | 8        |
| I.D. Necaxa         | México        | 1995 - 1996   | 6        |
| Correcaminos U.A.T. | México        | 1996 - 1997   | 46       |
| I.D. Necaxa         | México        | 1997 - 1998   | 7        |
| León A.C.           | México        | 1998 - 1999   | 17       |
| I.D. Necaxa         | México        | 1999 - 2000   | 7        |
| Santos Laguna       | México        | 2000          | 0        |
| R.S. Zacatecas      | México        | 2000 - 2001   | 33       |
| Zacatepec F.C.      | México        | 2002          | 17       |
| Riviera Maya        | México        | 2004          | 3        |
| San Luis F.C.       | México        | 2004 - 2005   | 2        |
| Total carrera       | Total carrera | Total carrera | 146      |

#### Estadísticas
| Cruz Azul F.C. · México |               |               |     |   |    |     |
| 1ª | 1991-92       | 3             | 2   | - | 5  |     |
| 1ª | 1992-93       | 2             | -   | - | 2  |     |
| 1ª | 1993-94       | 1             | -   | - | 1  |     |
| 1ª | 1994-95       | 0             | 0   | - | 0  |     |
| Total club | Total club    | 6             | 2   | - | 8  |     |
| I.D. Necaxa · México |               |               |     |   |    |     |
| 1ª | 1995-96       | 5             | 1   | - | 6  |     |
| 1ª | 1997-98       | 4             | -   | 3 | 7  |     |
| 1ª | 1999-00       | 5             | -   | 2 | 7  |     |
| Total club | Total club    | 14            | 1   | 5 | 20 |     |
| Correcaminos U.A.T. · México |               |               |     |   |    |     |
| 2ª | 1996-97       | 40            | 6   | - | 46 |     |
| Total club | Total club    | 40            | 6   | - | 46 |     |
| León A.C. · México |               |               |     |   |    |     |
| 1ª | 1998-99       | 16            | -   | 1 | 17 |     |
| Total club | Total club    | 16            | -   | 1 | 17 |     |
| Santos Laguna · México |               |               |     |   |    |     |
| 1ª | 2000          | 0             | -   | - | 0  |     |
| Total club | Total club    | 0             | -   | - | 0  |     |
| R.S. Zacatecas · México |               |               |     |   |    |     |
| 2ª | 2000-01       | 33            | -   | - | 33 |     |
| Total club | Total club    | 33            | -   | - | 33 |     |
| Zacatepec F.C. · México |               |               |     |   |    |     |
| 2ª | 2002          | 17            | -   | - | 17 |     |
| Total club | Total club    | 17            | -   | - | 17 |     |
| Riviera Maya · México |               |               |     |   |    |     |
| 2ª | 2004          | 3             | -   | - | 3  |     |
| Total club | Total club    | 3             | -   | - | 3  |     |
| San Luis F.C. · México |               |               |     |   |    |     |
| 2ª | 2004          | 2             | -   | - | 2  |     |
| Total club | Total club    | 2             | -   | - | 2  |     |
| Total carrera | Total carrera | Total carrera | 131 | 9 | 6  | 146 |
| (1)Incluye datos de la Copa México. (2)Incluye datos de la Copa Campeones CONCACAF (1996, 1998 y 1999) y de la Copa Mundial de Clubes de la FIFA (2000) |               |               |     |   |    |     |

## Selección nacional

### Categorías menores
Sub-23
Fue miembro de la selección de fútbol de México que compitió en los Juegos Olímpicos de Barcelona 1992 en Barcelona, España donde jugó los tres partidos.

### Participaciones en torneos internacionales
| Torneo                                   | Categoría | Sede           | Resultado        | Partidos |
| ---------------------------------------- | --------- | -------------- | ---------------- | -------- |
| XVI Juegos Centroamericanos y del Caribe | Sub-23    | México         | Medalla de oro   | 5        |
| Juegos Panamericanos 1991                | Sub-23    | Cuba           | Medalla de plata | 4        |
| Preolímpico CONCACAF 1992                | Sub-23    | Estados Unidos | Clasificado      | 8        |
| Juegos Olímpicos de 1992                 | Sub-23    | España         | Primera fase     | 3        |
| Total                                    | –         | –              | –                | 20       |

Partidos internacionales
| #  | Fecha                    | Rival                | Sede             | Estadio                        | Resultado | Competición                  |
| -- | ------------------------ | -------------------- | ---------------- | ------------------------------ | --------- | ---------------------------- |
| 1  | 21 de noviembre de 1990  | República Dominicana | Toluca           | Estadio Nemesio Diez           | 5-1       | Juegos Centroamericanos 1990 |
| 2  | 25 de noviembre de 1990  | Antigua y Barbuda    | Toluca           | Estadio Nemesio Diez           | 5-0       | Juegos Centroamericanos 1990 |
| 3  | 27 de noviembre de 1990  | Cuba                 | Toluca           | Estadio Nemesio Diez           | 1-0       | Juegos Centroamericanos 1990 |
| 4  | 1 de diciembre de 1990   | Trinidad y Tobago    | Toluca           | Estadio Nemesio Diez           | 3-0       | Juegos Centroamericanos 1990 |
| 5  | 3 de diciembre de 1990   | Venezuela            | Toluca           | Estadio Nemesio Diez           | 3-0       | Juegos Centroamericanos 1990 |
| 6  | 4 de agosto de 1991      | Haití                | La Habana        | Estadio Pedro Marrero          | 6-1       | Juegos Panamericanos 1991    |
| 7  | 8 de agosto de 1991      | Cuba                 | La Habana        | Estadio Pedro Marrero          | 0-0       | Juegos Panamericanos 1991    |
| 8  | 10 de agosto de 1991     | Honduras             | La Habana        | Estadio Pedro Marrero          | 6-1       | Juegos Panamericanos 1991    |
| 9  | 13 de agosto de 1991     | Estados Unidos       | La Habana        | Estadio Pedro Marrero          | 1-2       | Juegos Panamericanos 1991    |
| 10 | 5 de septiembre de 1991  | Honduras             | San Pedro Sula   | Estadio Olímpico Metropolitano | 1-1       | Preolímpico CONCACAF 1992    |
| 11 | 11 de septiembre de 1991 | Honduras             | Ciudad de México | Estadio Olímpico Universitario | 0-1       | Preolímpico CONCACAF 1992    |
| 12 | 25 de marzo de 1992      | Estados Unidos       | Los Ángeles      | Los Angeles Memorial Coliseum  | 2-1       | Preolímpico CONCACAF 1992    |
| 13 | 5 de abril de 1992       | Canadá               | Toronto          | Rogers Centre                  | 1-1       | Preolímpico CONCACAF 1992    |
| 14 | 21 de abril de 1992      | Canadá               | Ciudad de México | Estadio Azteca                 | 4-1       | Preolímpico CONCACAF 1992    |
| 15 | 26 de abril de 1992      | Estados Unidos       | Los Ángeles      | Los Angeles Memorial Coliseum  | 3-0       | Preolímpico CONCACAF 1992    |
| 16 | 6 de mayo de 1992        | Honduras             | San Pedro Sula   | Francisco Morazán              | 1-3       | Preolímpico CONCACAF 1992    |
| 17 | 17 de mayo de 1992       | Honduras             | Ciudad de México | Estadio Azteca                 | 5-1       | Preolímpico CONCACAF 1992    |
| 18 | 26 de julio de 1992      | Dinamarca            | Zaragoza         | Estadio La Romareda            | 1 - 1     | Juegos Olímpicos de 1992     |
| 19 | 28 de julio de 1992      | Australia            | Barcelona        | Estadi de Sarrià               | 1 - 1     | Juegos Olímpicos de 1992     |
| 20 | 30 de julio de 1992      | Ghana                | Sabadell         | Estadi Nova Creu Alta          | 1 - 1     | Juegos Olímpicos de 1992     |

## Palmarés

### Campeonatos nacionales
| Título                      | Club          | País   | Año     |
| --------------------------- | ------------- | ------ | ------- |
| Primera División            | I.D. Necaxa   | México | 1995-96 |
| Torneo Apertura Primera 'A' | San Luis F.C. | México | 2004    |

### Campeonatos internacionales
| Título                         | Club                      | País   | Año  |
| ------------------------------ | ------------------------- | ------ | ---- |
| Oro en Juegos Centroamericanos | Selección Mexicana sub-23 | México | 1990 |
| Plata en Juegos Panamericanos  | Selección Mexicana sub-23 | Cuba   | 1991 |

- Datos: Q5937425